# Badr Soultan
Badr Soultan (en arabe : بدر سلطان, en berbère : ⴱⴰⴷⵔ ⵙⵍⵟⴰⵏ) est un chanteur Rifain né le 2 mai 1985 à Ahfir, Maroc,,. Il chante principalement en arabe .

## Biographie

### Jeunesse
Depuis son jeune âge, Badr Soultan est passionné par le monde artistique et rejoint le "Club Bissat", une compagnie théâtrale de la ville d'Ahfir, dans la province de Berkane (région de Oujda), ville de laquelle il est originaire.
Il côtoiera cette compagnie théâtrale jusqu'à l'âge de 17 ans[réf. souhaitée].

### Origines
Son père Lahcen a longtemps vécu en France pour y travailler en qualité d'ouvrier et subvenir aux besoins de sa famille, avant de revenir se réinstaller au Maroc définitivement.
Badr a grandi au Maroc, à Ahfir, dans la province de Berkane, chez ses grands-parents paternels, aux côtés de sa mère Naziha et de son frère cadet Mohamed.

Le père de Badr Soultan est originaire de la tribu berbère arabisée des Yat Iznassen (Rif oriental), plus précisément de la fraction des Yat Khaled[réf. souhaitée], et sa mère est originaire de la tribu des Trara autour de MSirda, au nord-ouest de l'Algérie, par son père, et de la tribu rifaine Iqel'iyen autour de Nador par sa mère.

### Carrière
En 2006, à l'âge de 21 ans, il fait un premier pas sur la scène médiatique marocaine en participant à l'émission Studio 2M mais n'arrivera pas jusqu'en finale.

En 2007, il écrit sa première musique qu'il partage au public "Wassiyet 'Achek", qui lui vaudra le Prix du Meilleur Espoir Marocain au Festival Musical de Rabat[réf. souhaitée].

En 2012, il fait un passage dans la version arabe de l'émission The Voice au Liban, diffusée sur la chaine MBC 1.
En 2013, sa carrière demarre vraiment quand il produit son premier clip, "Farha Bekatni", qui totalise en 2023, plus de 29 millions de vues sur YouTube.

Son style musical est plutôt sentimental et mélancolique.